# Азар Ілля Вільямович
Ілля́ Ві́льямович Аза́р (рос. Илья Вильямович Азар; нар. 29 червня 1984, Москва) — російський журналіст, спеціальний кореспондент видання «Новая газета», колишній кореспондент інтернет-видань Lenta.ru і Meduza.

## Біографія
Ілля народився 29 червня 1984 року у Москві. Син Вільяма Азара (1931-2008) — економіста, заступника міністра культури Росії у 1992-1993, «засновника російського туризму». Навчався у московській гімназії №1529 ім. А.С. Грибоєдова. У 2006 році закінчив факультет прикладної політології Вищої школи економіки за спеціальністю «міжнародні відносини». 
Кар'єру почав у сфері спортивної журналістики, під час навчання працював у онлайн-версії газети «Советский спорт», у 2005-2006 роках був редактором глянцевого журналу «Total Football». Після навчання влаштувався в інтернет-видання «Газета.Ru», де працював з липня 2006 по серпень 2010 року. Азар писав про політику; за його словами, займався він «в основному російською опозицією, Північним Кавказом і країнами ближнього зарубіжжя». Освітлював війну в Грузії у 2008 році та революцію в Киргизстані у 2010. 
Після звільнення з «Газети» нетривалий час працював у журналі Русский репортер. У березні 2011 року був прийнятий на роботу до інтернет-видання «Lenta.ru», яке належить до того ж холдингу, що й «Газета.Ru». Широкого резонансу набула його стаття «Карусель сломалась» [Архівовано 2 липня 2012 у Wayback Machine.] (укр. Карусель зламалася), де він описав викриття масштабної фальсифікації на виборах до Державної Думи у 2011 році. Галина Тимченко, на той час — головний редактор видання, неодноразово згадувала, що тоді у неї вимагали зняти статтю з сайту і погрожували звільненням.
У 2013 році Азар освітлював масові протести в Туреччині. Більшу частину зими 2013-2014 за редакційним завданням провів у Україні, звідки писав про Євромайдан. 12 березня 2014 року вийшло інтерв'ю [Архівовано 13 вересня 2014 у Wayback Machine.] Азара із керівником київського відділення «Правого сектору» Андрієм Тарасенком, у якому містилося посилання на інтерв'ю з оголошеним у розшук в Росії Дмитром Ярошем, за що Lenta.ru отримала попередження від Роскомнадзору. У той же день рішенням власника компанії «Афиша-Рамблер-SUP», до якої входить Lenta.ru, Олександра Мамута була звільнена з посади головного редактора Галина Тимченко. Було оголошено також і про звільнення Іллі Азара рішенням акціонера, але формально воно так і не відбулося. Кілька десятків журналістів, до яких входив і Азар, заявили про тиск на редакцію і порушення закону про ЗМІ та написали заяву про звільнення за власним бажанням. 
З березня по вересень 2014 року Азар працював на радіостанцію «Эхо Москвы», для якої робив інтерв'ю та репортажі, в основному — з України. У вересні отримав нагороду «Журналіст року» за версією журналу GQ. З жовтня 2014 року по грудень 2016 був спеціальним кореспондентом інтернет-видання «Meduza», створеного колишніми працівниками Lenta.ru на чолі з Галиною Тимченко. Перший матеріал Азара — репортаж з Усть-Каменогорська [Архівовано 25 квітня 2015 у Wayback Machine.] — спричинив до того, що «Медузу» заблокували в Казахстані. У грудні 2016 року покинув це видання; за словами Азара, він пішов з «Медузи» через конфлікт з керівником відділу спеціальних кореспондентів Олександром Горбачовим.
З початку 2017 року Азар працює спеціальним кореспондентом видання «Новая газета» («Нова газета»).